# Groß Pankow (Prignitz)

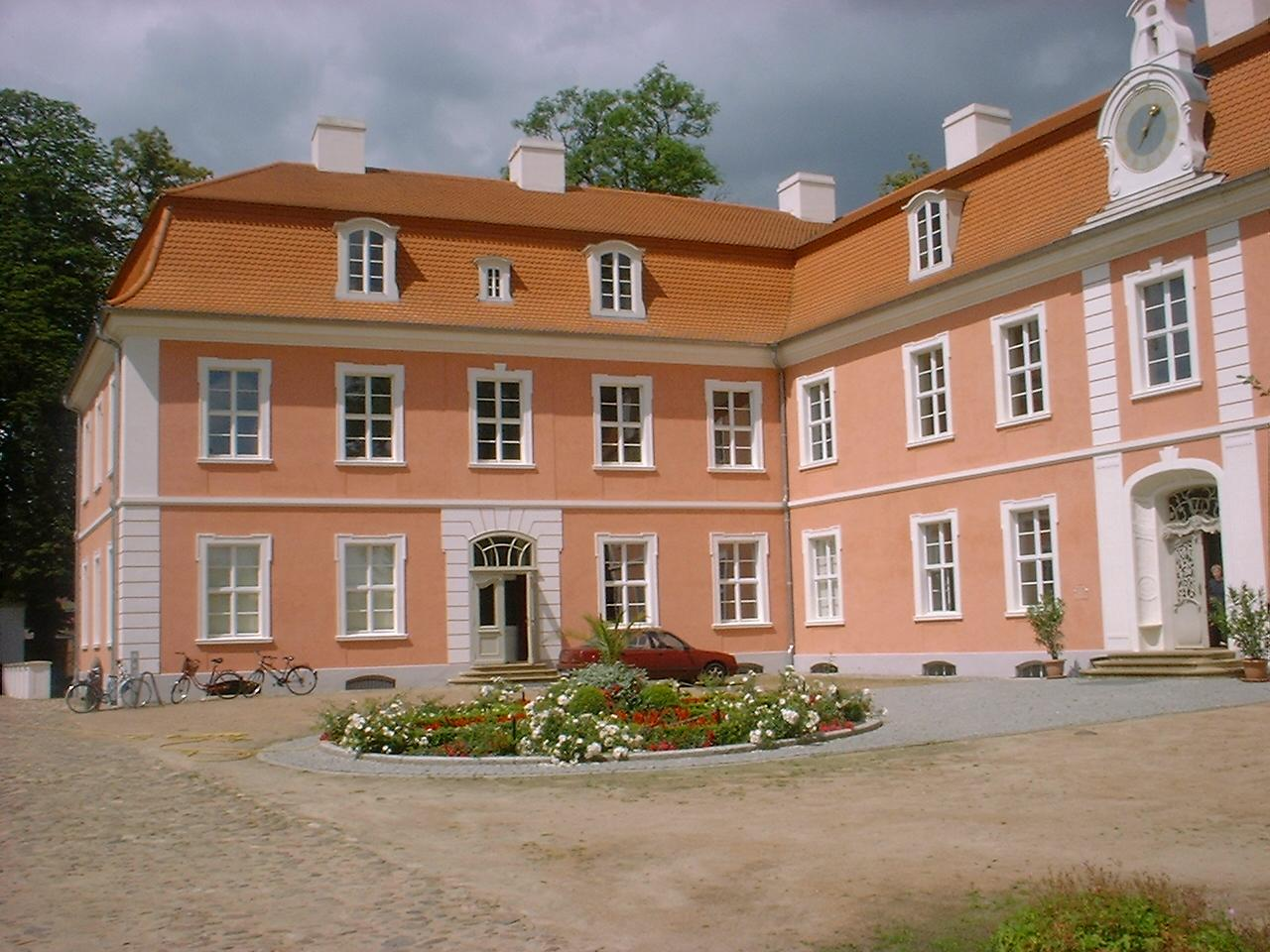
Wolfshagen

Groß Pankow (Prignitz) is een gemeente in de Duitse deelstaat Brandenburg, en maakt deel uit van de Landkreis Prignitz.
Groß Pankow (Prignitz) telt 3.808 inwoners.

## Plaatsen in de gemeente
De gemeente bestaat uit de volgende plaatsen:
| Ortsteil             | Dorpen            | Inwoners (Stand 1 januari 2016) |
| -------------------- | ----------------- | ------------------------------- |
| Baek                 | Baek              | 245                             |
| Baek                 | Strigleben        | 64                              |
| Boddin-Langnow       | Boddin            | 145                             |
| Boddin-Langnow       | Heidelberg        | 37                              |
| Boddin-Langnow       | Langnow           | 53                              |
| Groß Pankow          | Groß Pankow       | 519                             |
| Groß Pankow          | Luggendorf        | 36                              |
| Groß Woltersdorf     | Brünkendorf       | 12                              |
| Groß Woltersdorf     | Groß Woltersdorf  | 86                              |
| Groß Woltersdorf     | Klein Woltersdorf | 49                              |
| Gulow-Steinberg      | Gulow             | 89                              |
| Gulow-Steinberg      | Steinberg         | 41                              |
| Helle                | Groß Langerwisch  | 233                             |
| Helle                | Helle             | 37                              |
| Helle                | Neudorf           | 38                              |
| Kehrberg             | Kehrberg          | 248                             |
| Klein Gottschow      | Guhlsdorf         | 43                              |
| Klein Gottschow      | Klein Gottschow   | 98                              |
| Klein Gottschow      | Simonshagen       | 30                              |
| Kuhbier              | Kuhbier           | 193                             |
| Kuhsdorf             | Bullendorf        | 54                              |
| Kuhsdorf             | Kuhsdorf          | 128                             |
| Lindenberg           | Lindenberg        | 238                             |
| Retzin               | Klein Linde       | 49                              |
| Retzin               | Kreuzburg         | 30                              |
| Retzin               | Retzin            | 130                             |
| Retzin               | Rohlsdorf         | 76                              |
| Seddin               | Seddin            | 115                             |
| Tacken               | Tacken            | 77                              |
| Tangendorf-Hohenvier | Hohenvier         | 32                              |
| Tangendorf-Hohenvier | Tangendorf        | 83                              |
| Tüchen               | Klenzenhof        | 28                              |
| Tüchen               | Reckenthin        | 98                              |
| Tüchen               | Tüchen            | 94                              |
| Vettin               | Vettin            | 104                             |
| Wolfshagen           | Dannhof           | 47                              |
| Wolfshagen           | Hellburg          | 48                              |
| Wolfshagen           | Horst             | 37                              |
| Wolfshagen           | Wolfshagen        | 218                             |
| In totaal            | In totaal         | 3982                            |

Bad Wilsnack ·
Berge ·
Breese ·
Cumlosen ·
Gerdshagen ·
Groß Pankow (Prignitz) ·
Gülitz-Reetz ·
Gumtow ·
Halenbeck-Rohlsdorf ·
Karstädt ·
Kümmernitztal ·
Lanz ·
Legde/Quitzöbel ·
Lenzen (Elbe) ·
Lenzerwische ·
Marienfließ ·
Meyenburg ·
Perleberg ·
Pirow ·
Plattenburg ·
Pritzwalk ·
Putlitz ·
Rühstädt ·
Triglitz ·
Weisen ·
Wittenberge